# Convolvulus ammannii
Convolvulus ammannii är en vindeväxtart som beskrevs av Desrousseaux. Convolvulus ammannii ingår i släktet vindor, och familjen vindeväxter. Inga underarter finns listade i Catalogue of Life.